# Florin George Călian
Florin George Călian (n. 6 octombrie 1978, București) este un cercetător în istoria filozofiei și a studiilor religioase.

## Studii
Florin George Călian a studiat psihologia, filosofia și limbile clasice în București. Are un master în Istorie Greco-Romană și Arheologie (Universitatea din București) și un master în Studii Medievale, cu specializarea în studii religioase, la Central European University, Budapesta. Titlul de doctor l-a primit de la Central European University, cu o teză despre ontologia numerelor la Platon, sub coordonarea lui Gabor Betegh (Cambridge University). A avut stagii de cercetare la Trinity College (Dublin), New Europe College (București), Trinity College (Oxford), Le Département de philosophie (Fribourg), Robarts Library (Toronto), Evangelisches Stift (Tübingen).

## Activitatea academică
Florin George Călian studiază istoria filosofiei și întâlnirea acesteia cu istoria religiilor, cu atenție asupra moștenirii culturale a antichității.  A tradus în limba română autori precum Anthony Kenny, Alvin Plantinga, Daniel Dannett. A publicat și conferențiat despre filologie clasică, filosofia platonică și neoplatonică, psihologie, studii religioase, iconografia bizantină, relația dintre teologie și filozofie, literatură, istoriografia alchimiei, problema spațiilor sacre. Ca jurnalist a publicat în Neue Zürcher Zeitung, HotNews, Contributors, The Armenian Weekly, Capital Cultural etc. Este coordonator al Școlii de limbi clasice și orientale ”Dan Slușanschi”, cercetător la Centrul de Cercetare Ecumenică, din cadrul Universității „Lucian Blaga” din Sibiu, membru în redacția revistelor SCHOLÉ. Independent Journal of Philosophy și Review of Ecumenical Studies și coordonator al serie ”Ratio” de filozofie pentru editura Ratio et Revelatio, unde a publicat autori precum David Hume, George Berkeley, Jacques Maritain, Mircea Flonta, Anthony Kenny, Anselm de Cantebury etc. Din 2020 este coordonator al programului de burse Andre Scrima, oferite de către Centrul de Cercetare Ecumenică Sibiu.

## Școala de limbi clasice și orientale "Dan Slușanschi"
În cadrul Universității Lucian Blaga, Călian a fondat împreună cu clasicista Antoaneta Sabău o școală de limbi clasice și orientale care poartă denumirea de "Școala de limbi clasice și orientale Dan Slușanschi". Studenții participanți la programul oferit de Școala ”Dan Slușanschi” sunt din Germania, Danemarca, Marea Britanie, Franța, Portugalia, Olanda, Belarus, Ungaria, Serbia, România, Statele Unite, Singapore, India și Australia. Limbile care se predau în cadrul școlii sunt: latină și latină vorbită, greacă veche, ebraică biblică și egipteană târzie (coptă sahidică).

## Interviuri
- Cafeaua de dimineață: invitat Florin George Călian
- Ceahlăul Podcast - Un om iubitor de înțelepciune
- Interviu pentru Radio Trinitas - Despre filozofie și teologie
- Studiul intensiv al limbilor clasice (cu Antoaneta Sabău și Florin George Călian)
- Interviu pentru Allgemeine Deutsche Zeitung